# Ерзовское
Ерзо́вское — село в Туринском городском округе Свердловской области России.

## Географическое положение
Село Ерзовское примыкает к южной части города Туринска. Северо-западнее Ерзовского проходит железнодорожная ветка Екатеринбург — Устье-Аха Свердловской жнлезной дороги. В одном километре к западу от села расположен остановочный пункт Ерзовское.

### Вознесенская церковь
В 1873 году была построена каменная двухпрестольная церковь. В том же 1873 году она была освящена в честь Вознесения Господня. Придел был освящён в честь Рождества Христова. Храм был закрыт в 1930 году, а затем снесён.

## Социальные учреждения
В селе расположен Ерзовский дом культуры. Работает Ерзовская общеобразовательная школа с дошкольным отделом — филиал Школы № 2 им. Ж. И. Алферова г. Туринска. Функционирует Отделение социальной реабилитации (временный приют) временного (на срок, определённый индивидуальной программой) проживания несовершеннолетних от 3 до 18 лет, оказавшихся в социально-опасном положении или трудной жизненной ситуации.

## Население
| 2002 | 2010 | 2021 |
| ---- | ---- | ---- |
| 331  | ↘287 | ↗308 |